# Вираат (авианосец)
«Вираат» (Санскрит: विराट — «гигант», англ. Viraat) — индийский лёгкий авианосец типа «Центавр».

## Строительство
Корабль был заложен во время 2-й мировой войны в 1944 году, однако достроить его не смогли, и он простоял 9 лет на стапелях английской компании Vickers-Armstrong. После достройки был спущен на воду в 1953 году, а в 1959 году вступил в строй Королевского военно-морского флота Великобритании под названием HMS Hermes.

## Служба в ВМС Великобритании
В 1971 году корабль прошёл модернизацию и был переквалифицирован в десантный вертолётоносец.
С поступлением на вооружение ВМС самолётов укороченного/вертикального взлёта и посадки Sea Harrier, корабль опять переклассифицировали в авианесущий.
Во время войны за Фолклендские острова HMS Hermes был флагманом группировки кораблей Великобритании.

## Служба в ВМС Индии
В 1986 году корабль после модернизации был передан ВМС Индии, где вступил в строй 12 мая 1987 года под названием «Вираат».
В 1995 году авианосец прошёл модернизацию, в результате которой был установлен новый радар.
В 2002 году корабль прошёл очередную модернизацию, после которой корабль получил новое зенитное вооружение российского и израильского производства.
После вывода из состава флота Индии лёгкого авианосца «Викрант» и до мая 2014 года «Вираат» оставался единственным дееспособным авианосцем в составе флота.
Первоначально состав авиагруппы состоял из 30 самолётов УВВП Си Харриер, к 2011 году их количество уменьшилось до 10 по причине выхода их из строя.
Предполагалось, что после ввода в эксплуатацию «Викрамадитьи» «Вираат» будет списан из состава флота.
В 2015 году появилась информация о планах по выводу корабля из эксплуатации. На конец 2015 года судьба авианосца остаётся не решенной.
6 марта 2017 года "Вираат", являясь старейшим авианосцем в мире, находившимся в строю, неся службу более 57 лет, был официально выведен из боевого состава ВМС Индии. Церемония прошла на территории военно-морской верфи в Мумбаи.